# Messenger of the Sun
Messenger of the Sun is een studioalbum van Cyrille Verdeaux uit 1983. 1983 Was het grensjaar van langspeelplaat of muziekcassette naar compact disc. Dit album kwam in eerste instantie alleen uit op de eerste twee genoemden. In 1995 volgde de cd-uitgave via Musea Records, dat toen bezig was met het in kaart brengen van symfonische rock uit het (toenmalige) verleden en met name die rock die afkomstig was van Franse artiesten.  Het muziekalbum kwam uit op de naam Verdeaux, maar past beter in het rijtje van Clearlight, de artiestennaam van Verdeaux. Verdeaux bracht grotendeels elektronische muziek met een hang naar ambient en new agemuziek uit ; dit album is progressieve rock. Het thema is wel esoterisch ; wij zijn allen stenen in de “Spirit Temple” en moeten dat doorgeven aan wie we ook tegenkomen.

## Musici
- Cyrille Verdeaux – toetsinstrumenten, percussie
- Frederic Rousseau – synthesizers (3, 4, 7, 8 12)
- Jean-Philippe Rykiel – synthesizers (1, 4, 6, 8, 9, 12)
- Christan Boulé – gitaar (2, 9)
- Don Lax – viool (11, 13)
- Michael Risse – slagwerk (1, 3, 4, 5, 6, 7)
- Rex Huston – basgitaar (4, 5, 6, 7)
- Gunnar Amundson – zang (3)

## Tracklist
Allen van Verdeaux behalve waar aangegeven 

| Nr. | Titel                     | Duur |
| --- | ------------------------- | ---- |
| 1.  | Overture                  | 7:07 |
| 2.  | Astral Journey            | 4:48 |
| 3.  | Energy                    | 5:14 |
| 4.  | Ballad in 7 steps         | 4:06 |
| 5.  | The Key of Enoch          | 6    |
| 6.  | Vibrato                   | 7:48 |
| 7.  | Magic Circus              | 4:42 |
| 8.  | Deep Death (met Rousseau) | 4    |
| 9.  | Full Sun Raga             | 6:09 |
| 10. | Remember Jonathan         | 3:16 |

| Nr. | Titel                               | Duur |
| --- | ----------------------------------- | ---- |
| 11. | Voyage a Atlantis                   | 6:22 |
| 12. | Création Synthétique (met Rousseau) | 6:29 |
| 13. | Reve avec Krishna                   | 4:21 |
| 14. | Set the Spirit Free                 | 4:25 |